# Allan Bentsen
Allan Hundstrup Bentsen (Odense, 21 augustus 1968) is een voormalig Deens professioneel tafeltennisser. Hij speelt linkshandig met de shakehandgreep.
Hij nam namens zijn land deel aan de Olympische Zomerspelen 2012 maar won geen medailles.

## Belangrijkste resultaten
- Goud met het team op de Europese kampioenschappen in 2005.